# Mauenheim (Immendingen)
Mauenheim ist Ortsteil der Gemeinde Immendingen im baden-württembergischen Landkreis Tuttlingen.

## Geographie
Der Ort liegt eingebettet in die hügelige Landschaft des nördlichen Hegau mit Blick Richtung Bodensee bis hin zu den Alpen.

## Geschichte

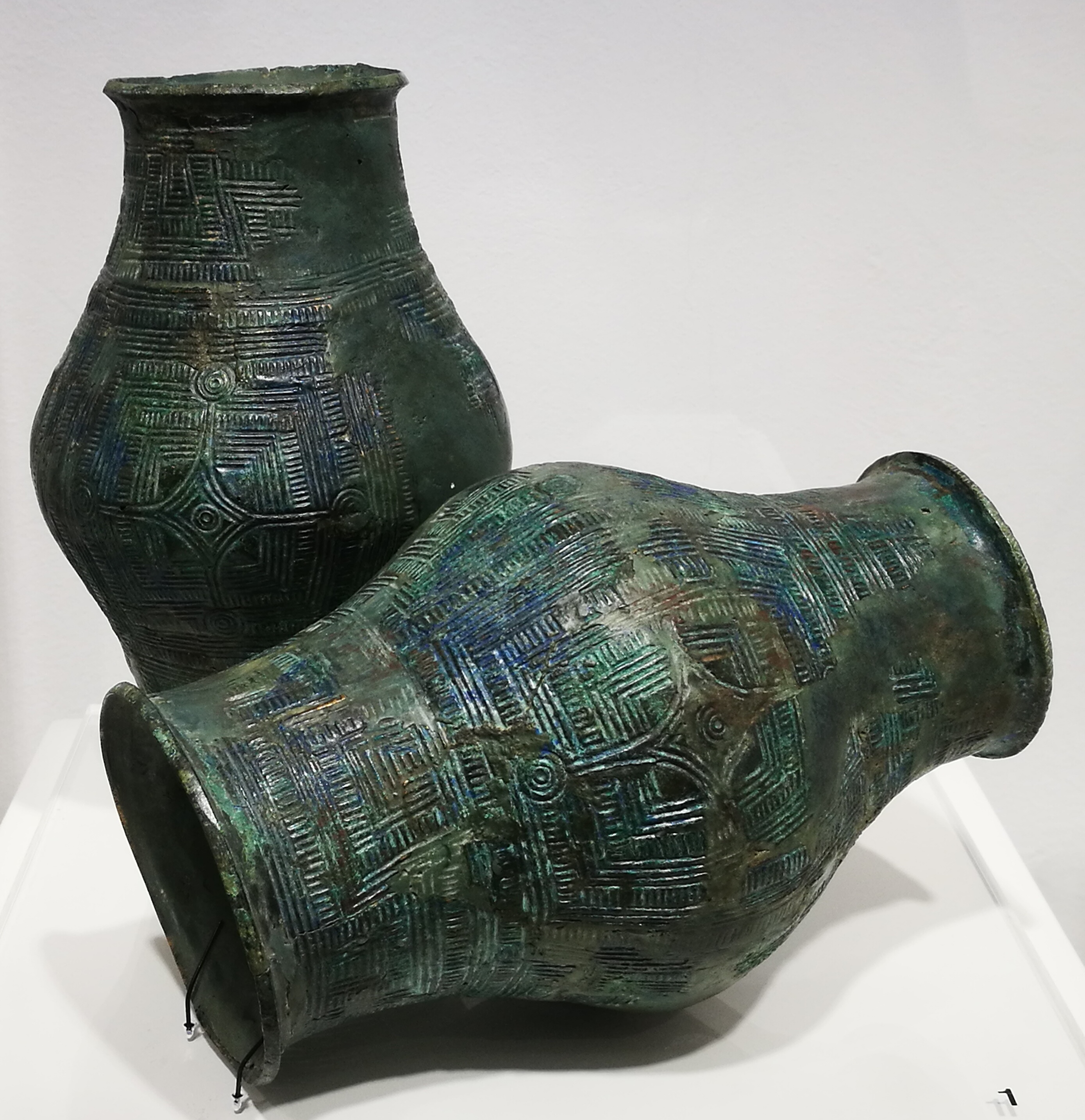
Tonnenarmreifen aus der Bronzezeit, gefunden in Mauenheim, ca. 500 v. Chr.; Archäologisches Hegau-Museum / Singen

Bei Mauenheim wurde ein vorgeschichtliches Hügelgräberfeld der Hallstattzeit gefunden, das aus 23 Grabhügeln und mindestens zehn dazwischen verteilten Brandbestattungen besteht.
Urkundlich erstmals erwähnt wurde der Ort in einer Schenkungsurkunde des Klosters Reichenau im Jahr 973. Am 1. Dezember 1971 wurde Mauenheim nach Immendingen eingemeindet, mit dem es am 1. Januar 1973 vom Landkreis Donaueschingen zum vergrößerten Landkreis Tuttlingen wechselte.
Bekannt wurde Mauenheim als erstes Bioenergiedorf Baden-Württembergs (am Netz seit dem 1. November 2006) und nach Jühnde in Niedersachsen deutschlandweit das zweite. Die Biogasanlage und Hackschnitzelheizung wird durch eine Photovoltaikanlage ergänzt. Für die Finanzierung und den Betrieb des Projekts wurde eine Gesellschaft gegründet. Nach Berechnungen der Betreiber sollen durch das Projekt etwa 1900 t CO2 pro Jahr eingespart werden.
Mauenheim hat heute rund 100 Haushalte mit etwa 490 Einwohnern.

## Politik

### Wappen
| Wappen der ehemaligen Gemeinde Mauenheim | Blasonierung: „In Blau mit blau-silbernem (blau-weißem) Wolkenbord ein stehender, rot bewehrter silberner (weißer) Storch.“                                                        |
| Wappen der ehemaligen Gemeinde Mauenheim | Wappenbegründung: Der Storch findet sich in Mauenheimer Siegeln des 19. Jahrhunderts, ohne dass man seine Bedeutung bisher hätte deuten können. Das Wappen wird seit 1902 geführt. |